# تركان (ماكو)
تركان هي قرية في مقاطعة ماكو، إيران. يقدر عدد سكانها بـ 19 نسمة بحسب إحصاء 2016.